# Muscolo sternoioideo
Il muscolo sternoioideo, o muscolo sternocleidoioideo o ancora muscolo sterno-joideo, è un muscolo del collo, pari e simmetrico, appartenente al gruppo dei muscoli sottoioidei.
Il muscolo è innervato dall'ansa cervicale dei primi tre nervi cervicali e, se contratto, partecipa all'abbassamento dell'osso ioide.

## Anatomia
Lo sternoioideo è il più mediale dei muscoli sottoioidei e si trova sotto l'osso ioide, vicino al muscolo omoioideo.
Lungo e sottile, origina dalla faccia interna del manubrio dello sterno, dalla capsula dell'articolazione sterno-clavicolare e dall'estremità mediale della clavicola, per poi dirigersi in alto ed inserirsi sul margine inferiore dell'osso ioide, medialmente rispetto all'omoioideo.